# Rohenice
Rohenice (dříve Velké Rohenice, německy Groß Rohenitz) jsou obec v okrese Rychnov nad Kněžnou v Královéhradeckém kraji. Žije zde 300 obyvatel. Součástí obce je také osada Roheničky.

## Historie
První písemná zmínka o obci pochází z roku 1356.
Jazyková komise (Praha) přejmenovala 23. června 1923 Velké Rohenice na Rohenice a Malé Rohenice na Roheničky.

## Exulanti
V době pobělohorské během slezských válek emigrovaly z náboženských důvodů celé rodiny, a to pod ochranou vojska pruského krále Fridricha II. Velikého. Hromadnou emigraci evangelíků zpočátku organizoval Jan Liberda a zprostředkoval ji generál Christoph Wilhelm von Kalckstein. 
Z Rohenic pocházeli tito exulanti: Jan Jakl s rodinou, Jan Křeček, Jiří Rejchrt, Mikuláš Rejchrt a Mikuláš Švorc.

## Obyvatelstvo
| Rok            | 1869 | 1880 | 1890 | 1900 | 1910 | 1921 | 1930 | 1950 | 1961 | 1970 | 1980 | 1991 | 2001 | 2011 | 2021 |
| -------------- | ---- | ---- | ---- | ---- | ---- | ---- | ---- | ---- | ---- | ---- | ---- | ---- | ---- | ---- | ---- |
| Počet obyvatel | 294  | 343  | 317  | 292  | 315  | 329  | 286  | 218  | 197  | 175  | 195  | 206  | 203  | 233  | 279  |
| Počet domů     | 57   | 62   | 61   | 62   | 65   | 68   | 69   | 74   | 60   | 58   | 62   | 71   | 77   | 95   | 97   |

## Obecní správa
V letech 1869–1959 Rohenice byly obcí v okrese Nové Město nad Metují (1869–1930) (v letech 1869–1900 Nové Město) a později v okrese Dobruška. V letech 1960–1990 patřily jako část obce k Českému Meziříčí a od 24. listopadu 1990 jsou opět samostatnou obcí.

### Obecní symboly
Znak a vlajka byly obci uděleny rozhodnutím předsedy Poslanecké sněmovny Parlamentu České republiky dne 17. dubna 2009.

## Pamětihodnosti
- Gotický kostel svatého Jana Křtitele
- Dřevěná zvonice postavená před rokem 1650
- Boží muka
- Socha svatého Jana Nepomuckého (na břehu dnes již zaniklého rybníka Brousek)
- Klasicistní statek z roku 1855

## Galerie

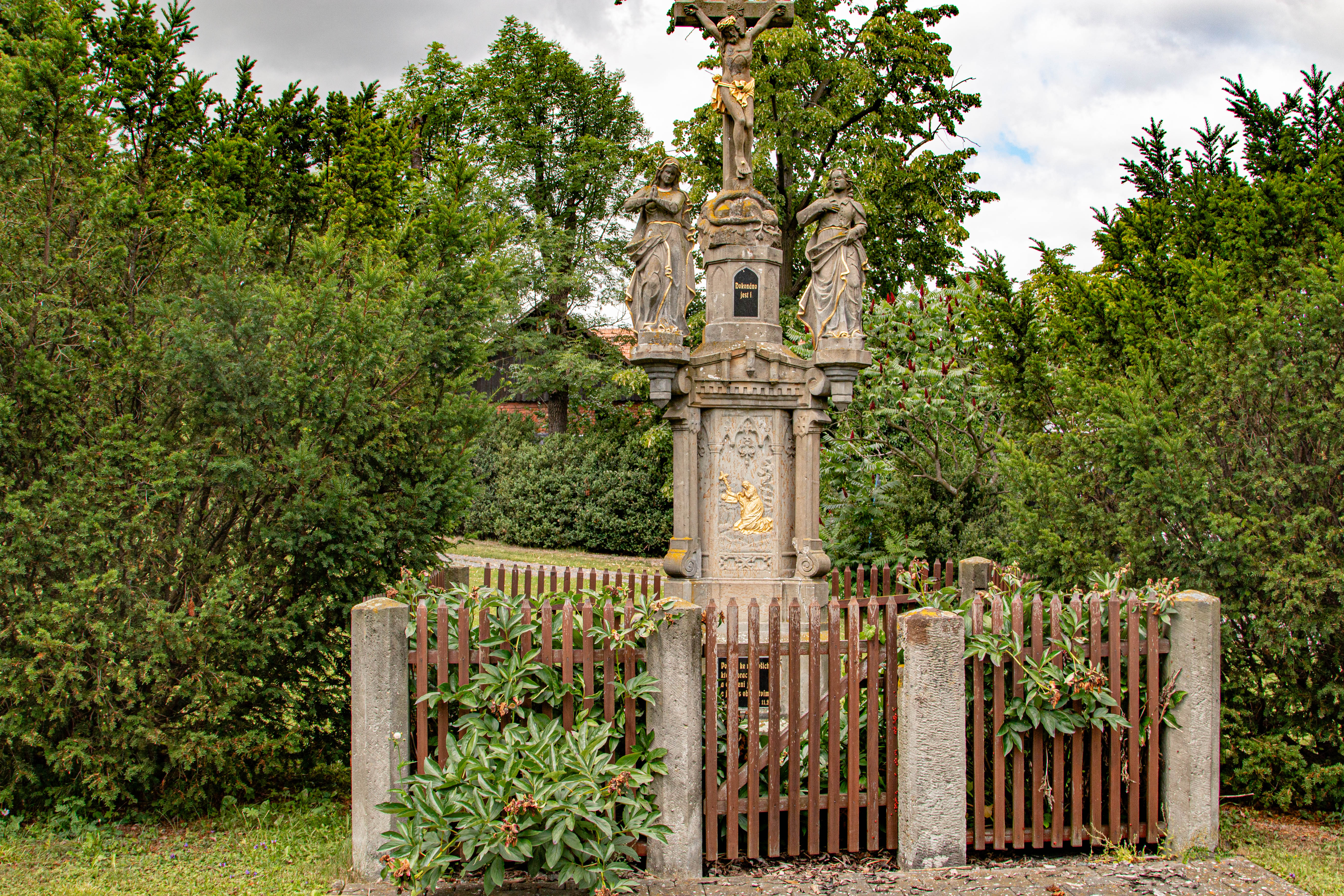
Kříž v Rohenicích
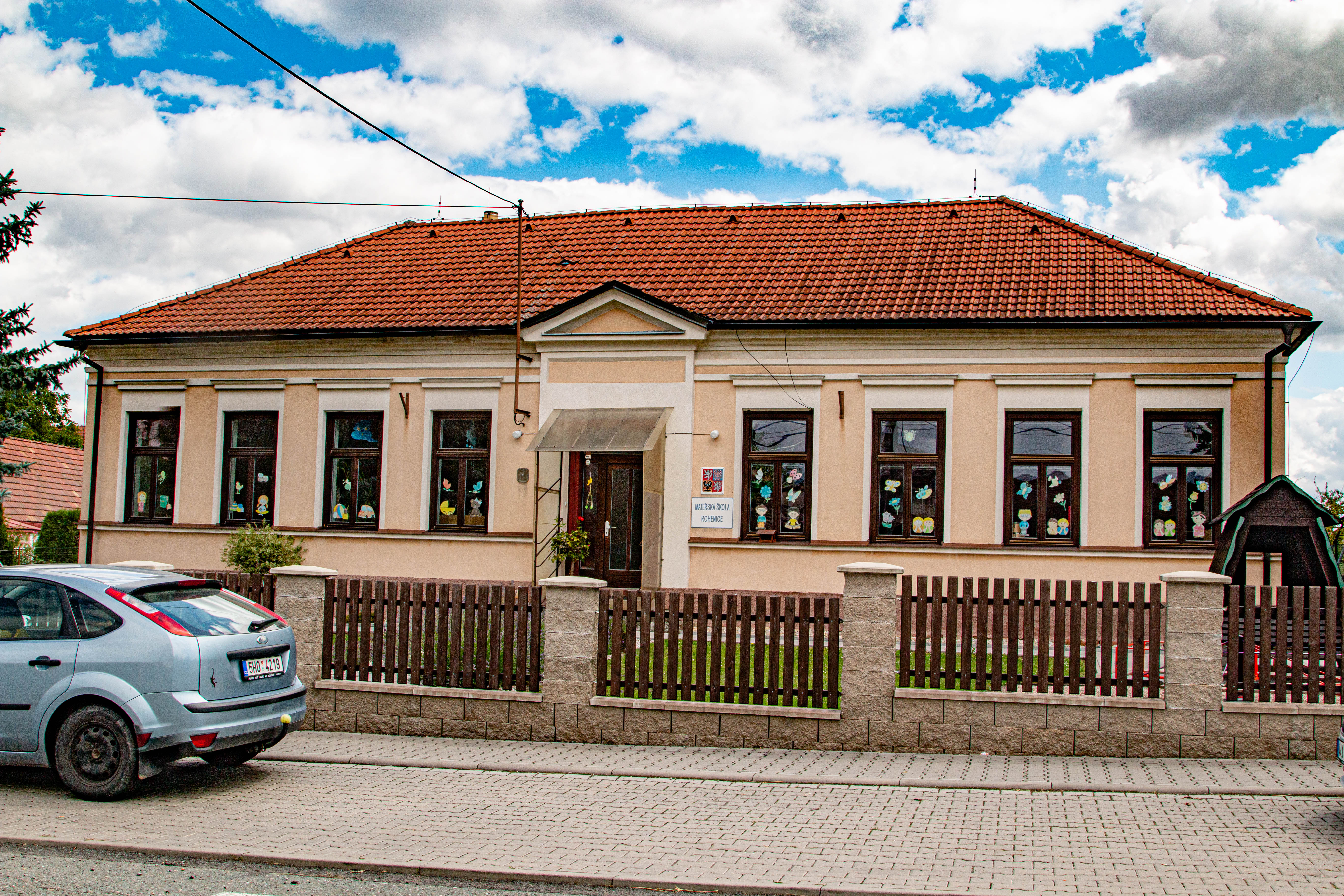
Mateřská škola v Rohenicích
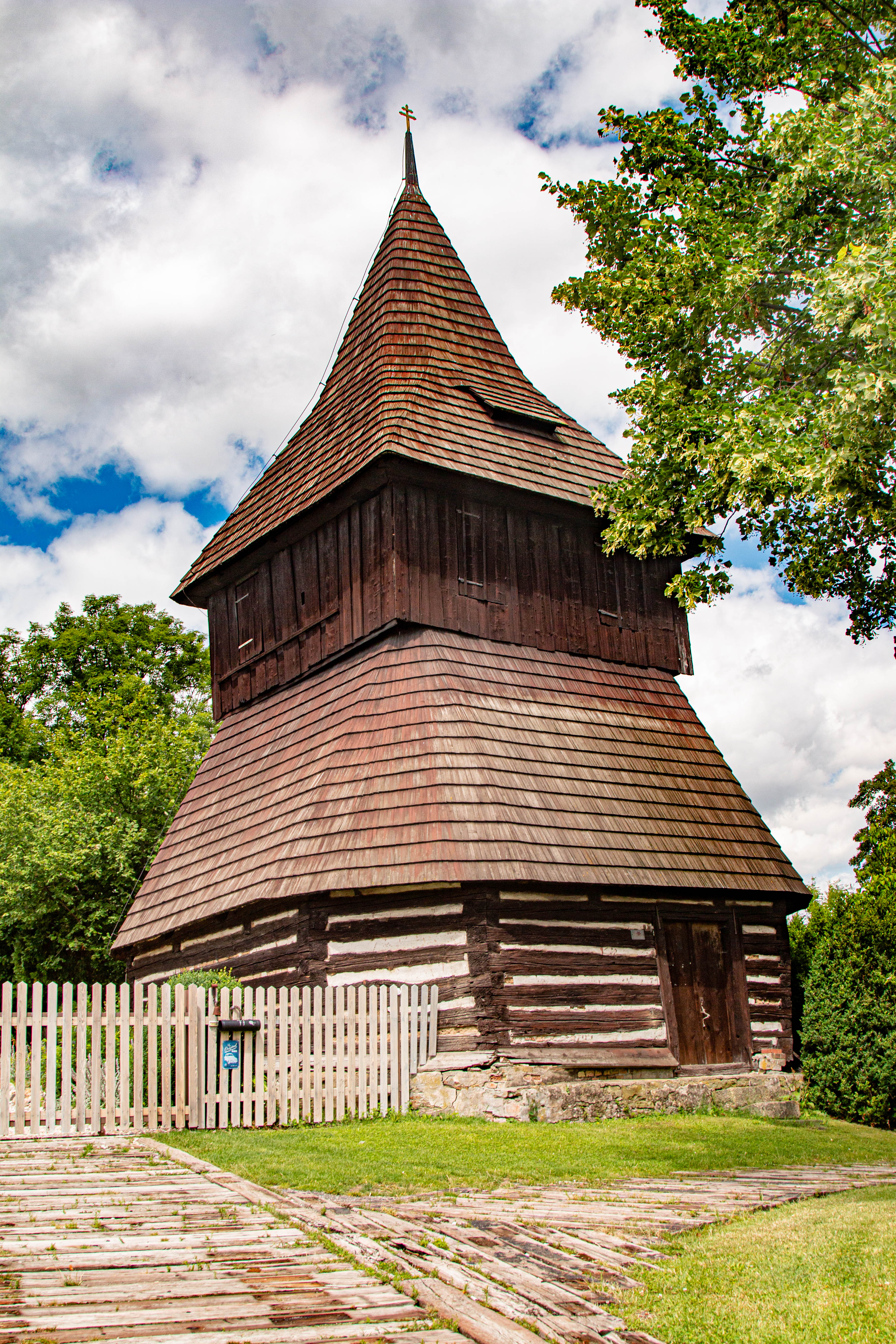
Zvonice u kostela svatého Jana Křtitele v Rohenicích
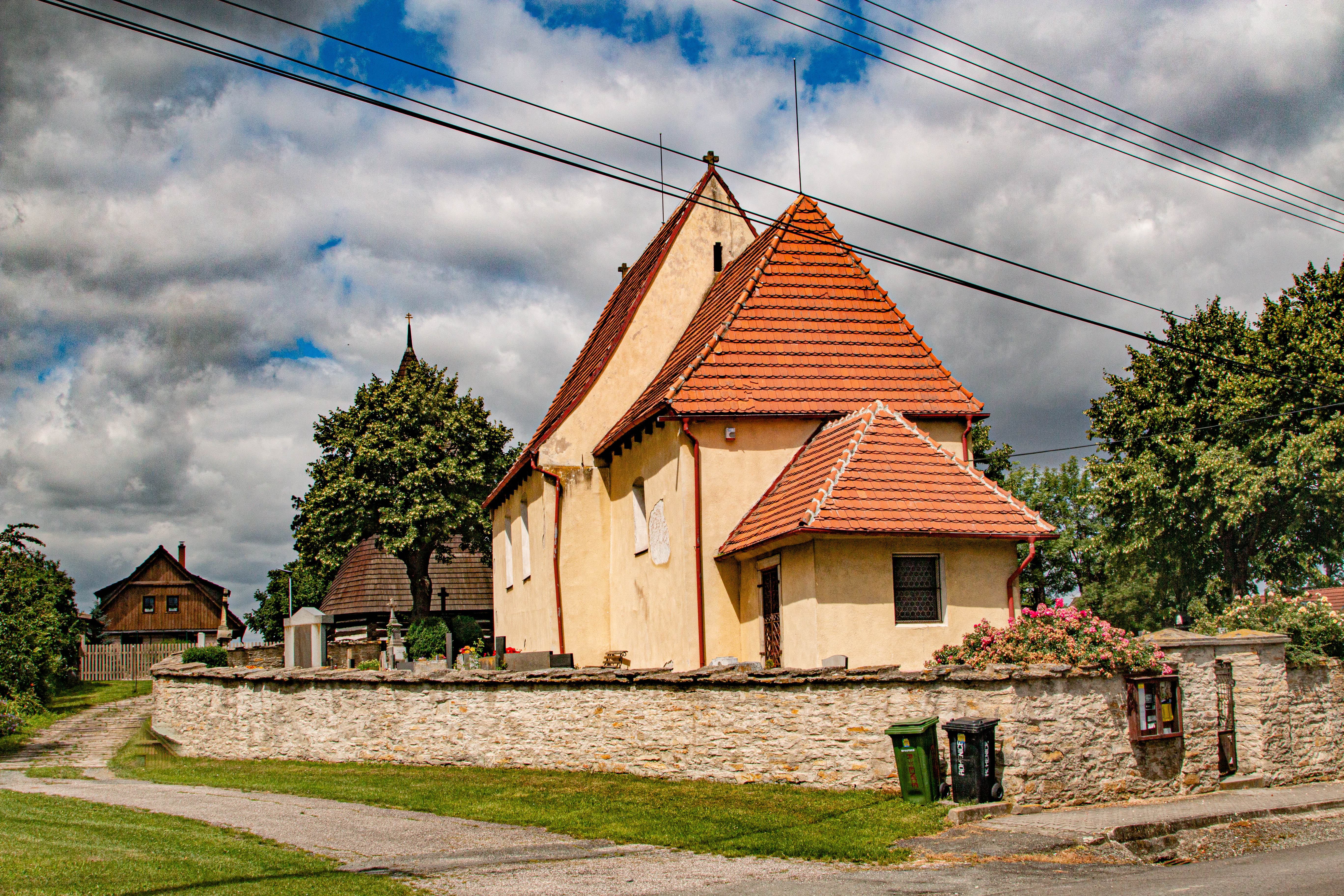
Kostel svatého Jana Křtitele v Rohenicích
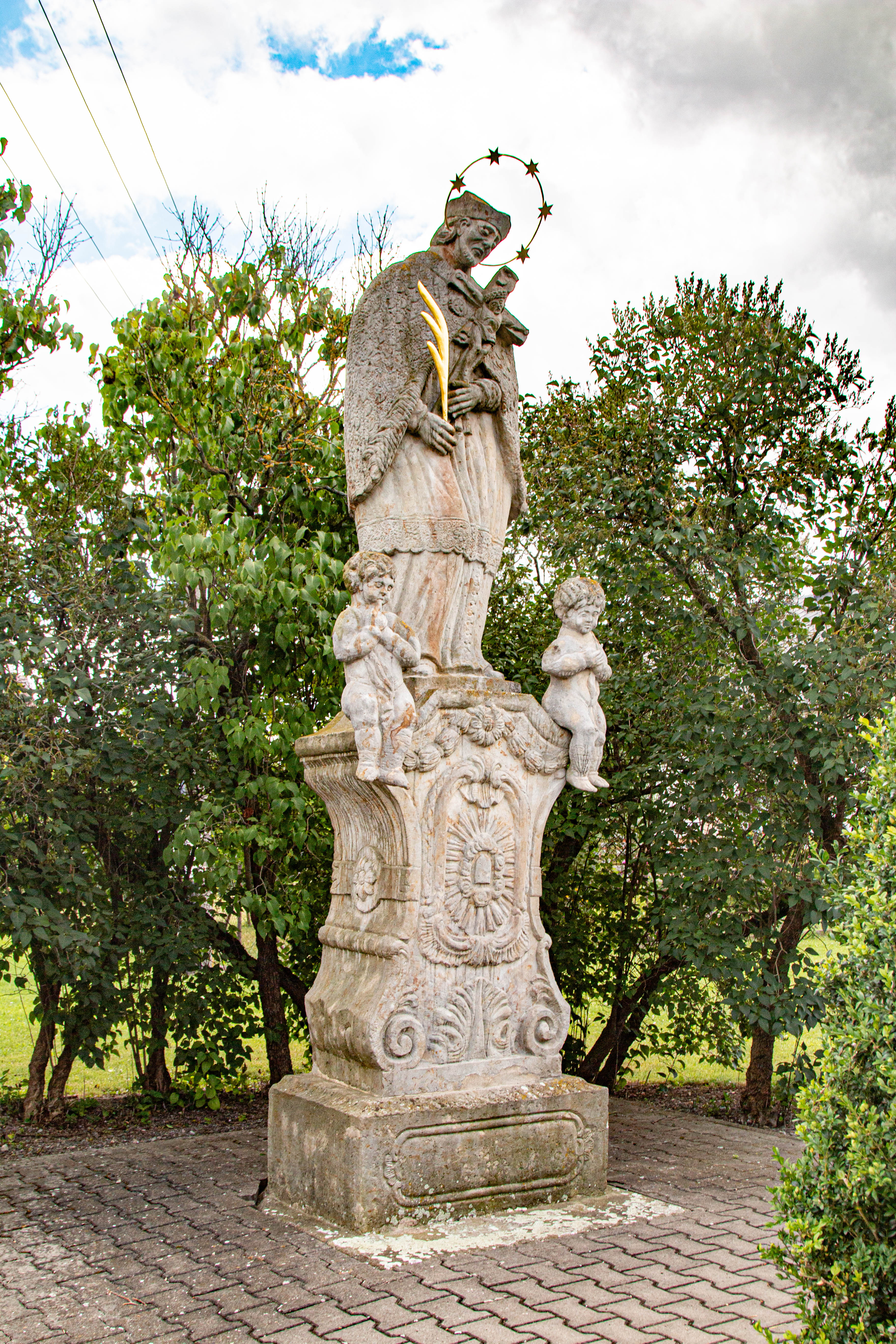
Socha svatého Jana Nepomuckého v Rohenicích
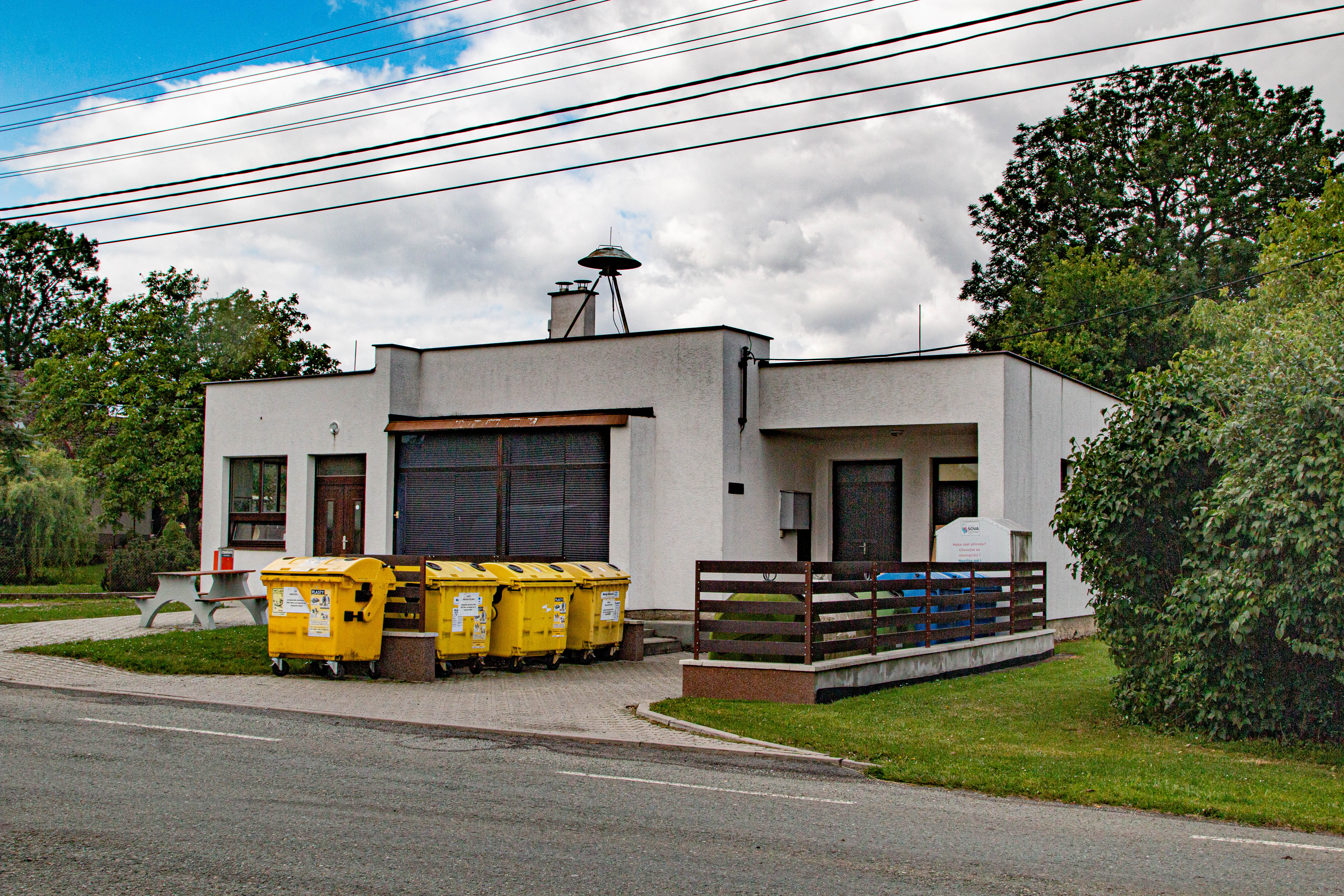
Bývalá prodejna v obci Rohenice